# Cours-les-Barres
Cours-les-Barres ist eine französische Gemeinde mit 1.030 Einwohnern (Stand: 1. Januar 2022) im Département Cher in der Region Centre-Val de Loire; sie gehört zum Arrondissement Saint-Amand-Montrond und ist Teil des  Kantons La Guerche-sur-l’Aubois. 

## Geographie
Cours-les-Barres liegt etwa 48 Kilometer ostsüdöstlich von Bourges und etwa zehn Kilometer westnordwestlich von Nevers an der Loire, die die Gemeinde im Osten begrenzt, und am Canal latéral à la Loire. Umgeben wird Cours-les-Barres von den Nachbargemeinden Jouet-sur-l’Aubois im Norden, Germigny-sur-Loire im Nordosten, Garchizy im Osten und Nordosten, Fourchambault im Osten und Südosten, Cuffy im Süden sowie Torteron im Westen und Südwesten.

## Bevölkerungsentwicklung
| Jahr                      | 1962 | 1968 | 1975 | 1982 | 1990 | 1999 | 2006 | 2013 |
| Einwohner                 | 772  | 698  | 656  | 906  | 1052 | 1082 | 1121 | 1071 |
| Quelle: Cassini und INSEE |      |      |      |      |      |      |      |      |

## Sehenswürdigkeiten
- Kirche Saint-Pantaléon
- Herrenhaus Givry
- Reste einer Wallburg